# Algirdas Ražauskas
Algirdas Ražauskas (*  22. März 1952 in Būteniai, Rajongemeinde Tauragė; † 3. Februar 2008 in Pakruojis) war ein litauischer sozialdemokratischer Politiker.

## Leben
Von 1959 bis 1967 lernte er in Adakavas und nach dem Abitur von 1967 bis 1970 in der Abendmittelschule Skaudvilė  absolvierte er von 1970 bis 1973 und von 1975 bis 1978 das Diplomstudium der Agronomie an der Lietuvos žemės ūkio akademija. Von 1973 bis 1975 leistete er den Pflichtdienst in der Sowjetarmee. Von 1985 bis 1992 arbeitete er im Kolchos in Žvirbloniai, ab 1996 war er Mitglied im Aufsichtsrat von AB „Rokiškio sūris“. Von 1990 bis 1996 war er Mitglied im Seimas. Von 1997 bis 2008 war er Mitglied im Rat der Rajongemeinde Pakruojis.
Ab 1990 war er Mitglied der LDDP und danach der LSDP.